# Bahnhof Watford High Street

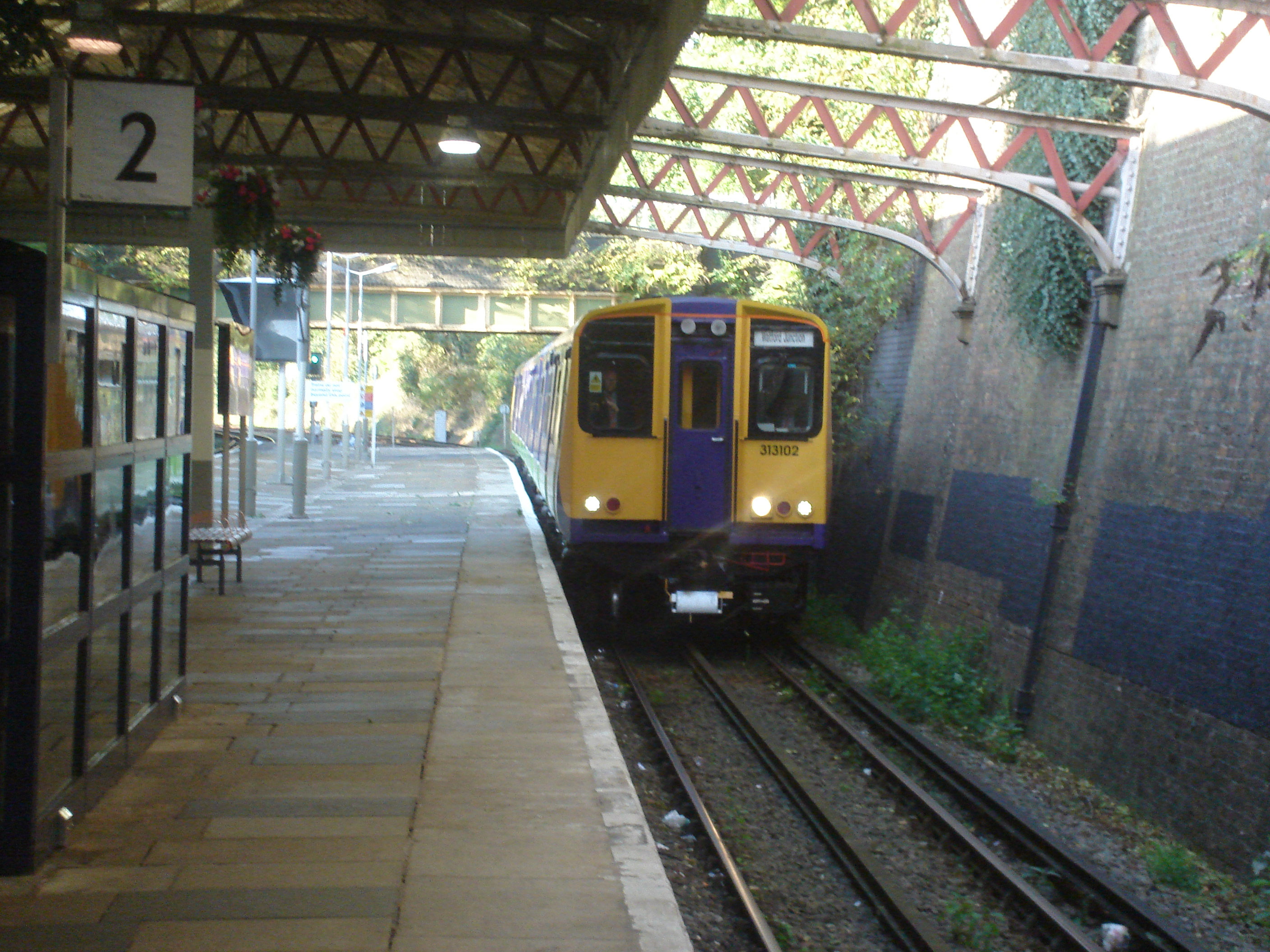
Ein Zug der Silverlink Metro, Vorläufer der London Overground von 1997 bis 2007

Der Bahnhof Watford High Street ist ein Bahnhof an der Watford DC Line in Watford, Hertfordshire, Vereinigtes Königreich in der Nähe von London. Er wird von der London Overground befahren.

## Geschichte
Die Watford and Rickmansworth Railway (W&RR) eröffnete den Bahnhof am 1. Oktober 1862. Züge verkehrten vom nahe gelegenen Bahnhof Watford Junction nach Rickmansworth zum dortigen Bahnhof Rickmansworth (Church Street). 1881 kam sie unter Kontrolle der London and North Western Railway (LNWR).
1912 ging eine Zweigstrecke nach Croxley Green in Betrieb. 1917 verlängerte die Underground Electric Railways Company of London ihre Bakerloo Line bis Watford Junction über die in Gemeinschaft mit der LNWR gebauten Watford DC Line. 1921 wurde die LNWR der gemäß dem Railways Act 1921 zur London, Midland and Scottish Railway (LMS) zugeordnet. 1922 vervollständigte die LNWR ihre Strecke Camden–Watford Junction, welche Watford Junction über die Watford DC Line mit London Euston verband.
Nach der Verstaatlichung von 1948 wurde die Watford DC Line von British Rail betrieben, ab 1986 unter der Marke Network Southeast. In den 1950er Jahren wurde Watford High Street von British Rail mit Zügen auf beiden Zweigstrecken nach Croxley Green und nach Rickmansworth (Church Street), sowie nach Euston und nach Broad Street über den Bahnhof Primrose Hill bedient, außerdem von der Bakerloo Line.
Über die folgenden Jahre stellte man die meisten Verbindungen ein:
- 1952 den selten genutzten Rickmansworth-Ast,
- 1996 den Croxley Green-Ast. Hier fuhren ab 1990 nur noch so genannte Parlamentszüge (Parliamentary trains), zunächst drei Zugpaare an Werktagen, später noch einziges Zugpaar früh morgens. Zuletzt wurde diese eine Frühverbindung bis 2003 ersatzweise per Bus betrieben und die Strecke dann endgültig stillgelegt.
- 1982 verkürzte London Regional Transport die Bakerloo Line bis Stonebridge Park, verlängerte sie ab 1984 wieder bis Harrow & Wealdstone.
- Der Bahnhof Broad Street wurde 1986 stillgelegt und abgerissen, die Züge zum benachbarten Bahnhof Liverpool Street umgeleitet. 1992 wurde die Linie ganz stillgelegt.

Am Ende fuhren nur noch Züge der British Rail über die Watford DC Line nach Euston. Nach der Privatisierung von British Rail übernahm die National Express Group den Betrieb, die Züge unter der Marke Silverlink Metro verkehren ließ. Seit 2007 lässt Transport for London hier ihre Züge der Marke London Overground fahren. Die zweite Stromschiene (600 V Gleichstrom) ist derzeit außer Betrieb, da London Overground nur die erste Stromschiene mit 750 V Gleichstrom benutzt.

## Bedienung
Derzeit bedient die London Overground mit Zügen nach Euston und Watford Junction den Bahnhof. Ebenso halten die Buslinien W1, W7, W9, W19, W20, 2, 8, 602, 142 und 258 an der Station, weitere Busse fahren vom nahegelegenen Busbahnhof Watford Town Centre.

## Zukunft

### Metropolitan Line

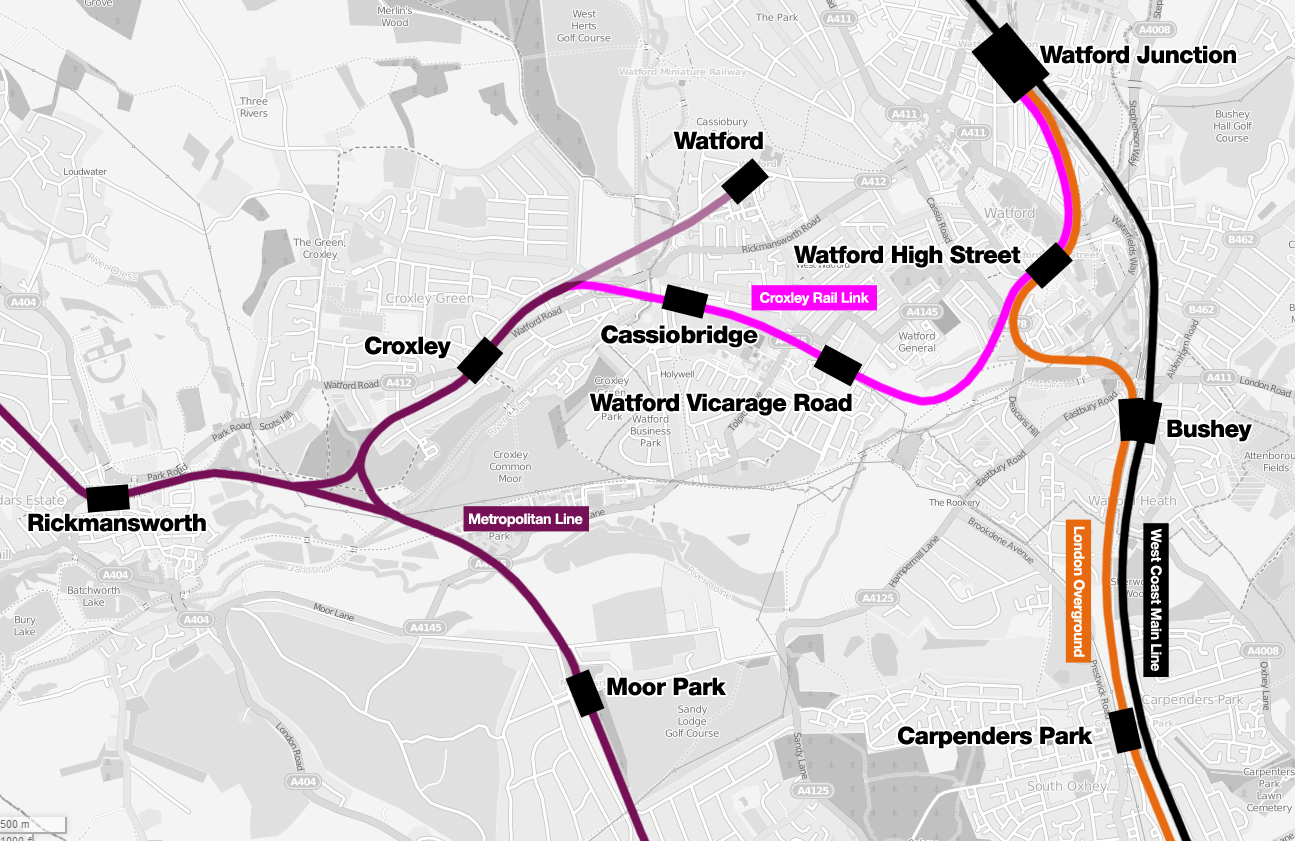
Plan des Croxley Rail Link

Der Croxley Rail Link soll aus einem reaktivierten Teilstück der Watford and Rickmansworth Railway und einer Verbindung mittels eines Viadukts von der Metropolitan Line auf besagtes Teilstück bestehen. Die Metropolitan Line soll dann vor ihrem bisherigen Endpunkt Watford Met auf den Link abbiegen und quer durch die Stadt bis Watford High Street und über die Gleise der Watford DC Line bis Watford Junction führen. Während bereits vorbereitende Bauarbeiten stattfanden, führten Kostensteigerungen dazu, dass die Finanzierung nicht mehr gewährleistet ist. Das Projekt ruht seit 2017.

### Bakerloo Line
Nach dem Städtebauprojekt „London Plan“ soll die Bakerloo Line die London Overground ersetzen und wieder bis nach Watford Junction geführt werden, so wie sie bereits bis 1982 fuhr. Die Watford DC Line von Euston bis Watford Junction, die derzeit auf voller Länge von der Overground und teilweise von der Bakerloo Line bedient wird, soll dann ausschließlich von der Bakerloo Line bedient werden.